# 切爾達克雷區

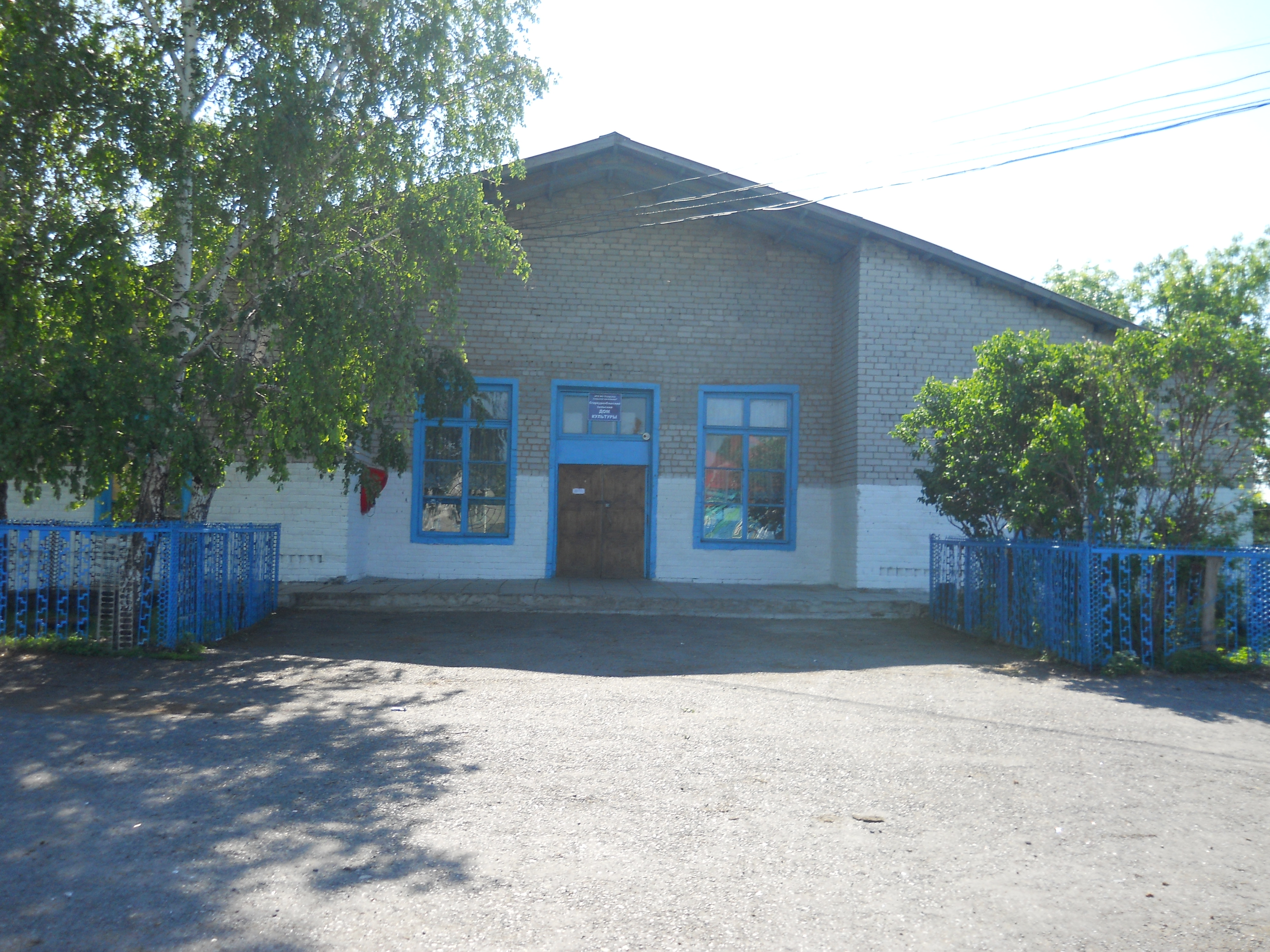

54°20′N 48°50′E / 54.333°N 48.833°E
切爾達克雷區（俄语：Чердаклинский район），是俄羅斯的一個區，位於該國西南部，由烏里揚諾夫斯克州負責管轄，面積2,442.3平方公里，2010年人口41,449，人口密度每平方公里16.97人。